# Spitzkopfzikaden

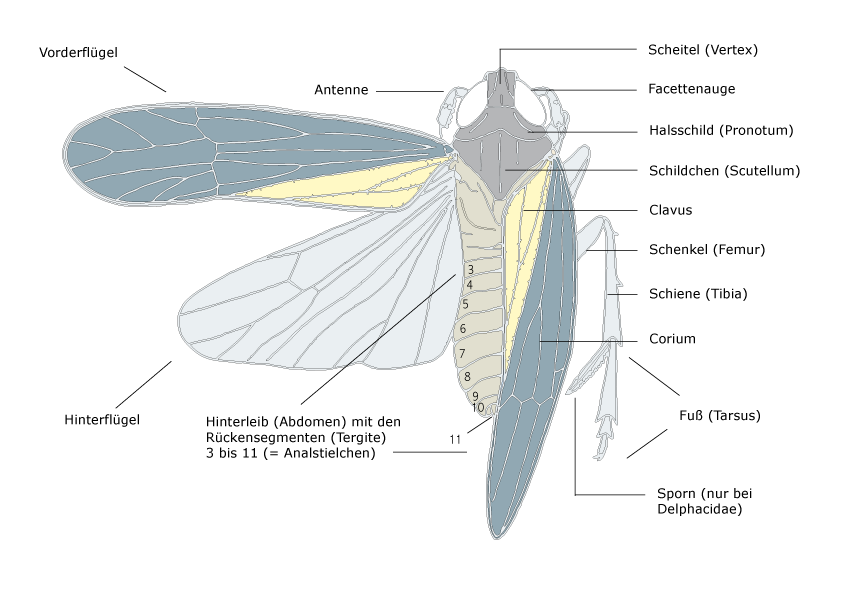
Der Grundbauplan der Fulgoromorpha

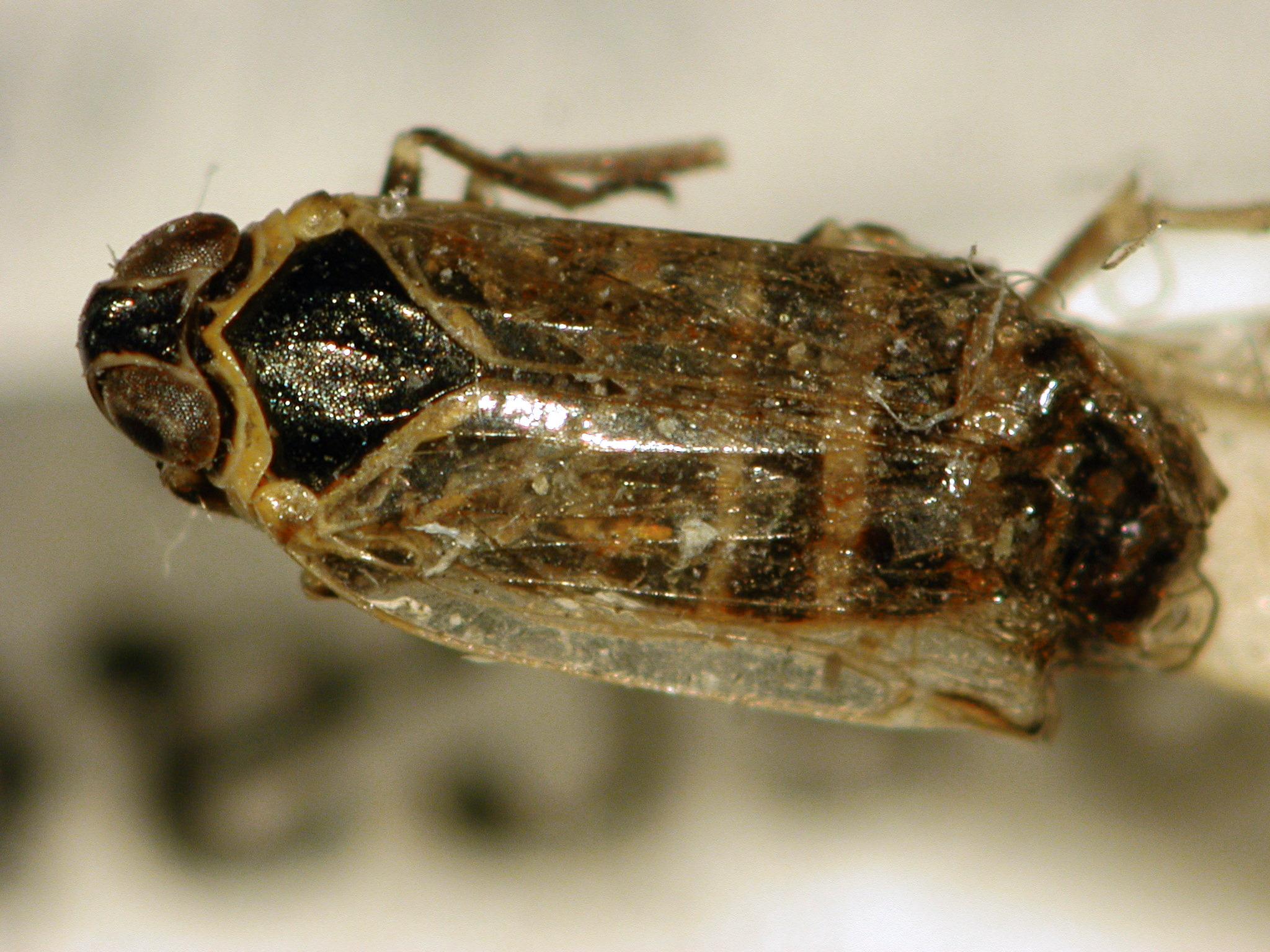
Winden-Glasflügelzikade (Hyalesthes obsoletus) Glasflügelzikaden (Cixiidae)

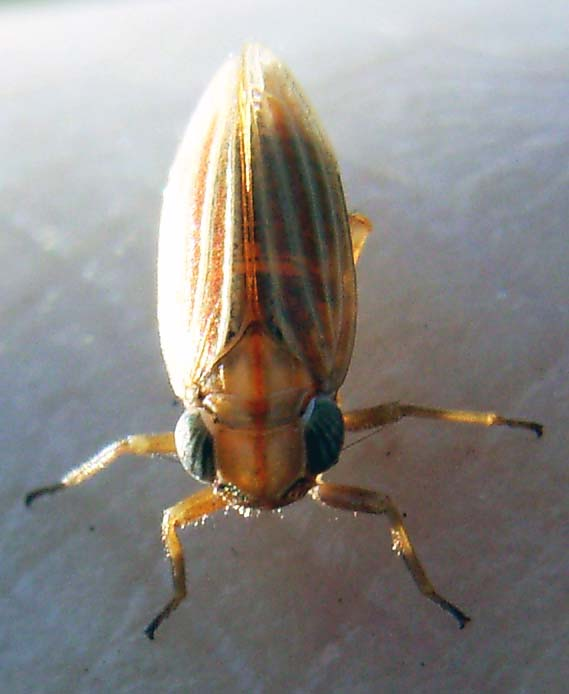
Moorkäferzikade (Ommatidiotus dissimilis), kurzflügelige Form Walzenzikaden (Caliscelidae)

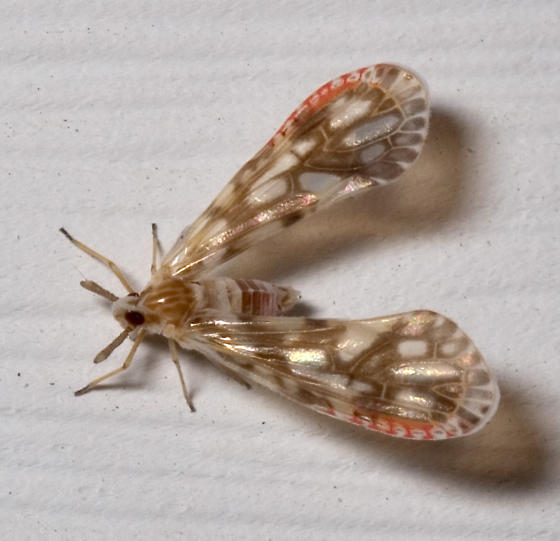
Anotia bonnetii Mottenzikaden (Derbidae)

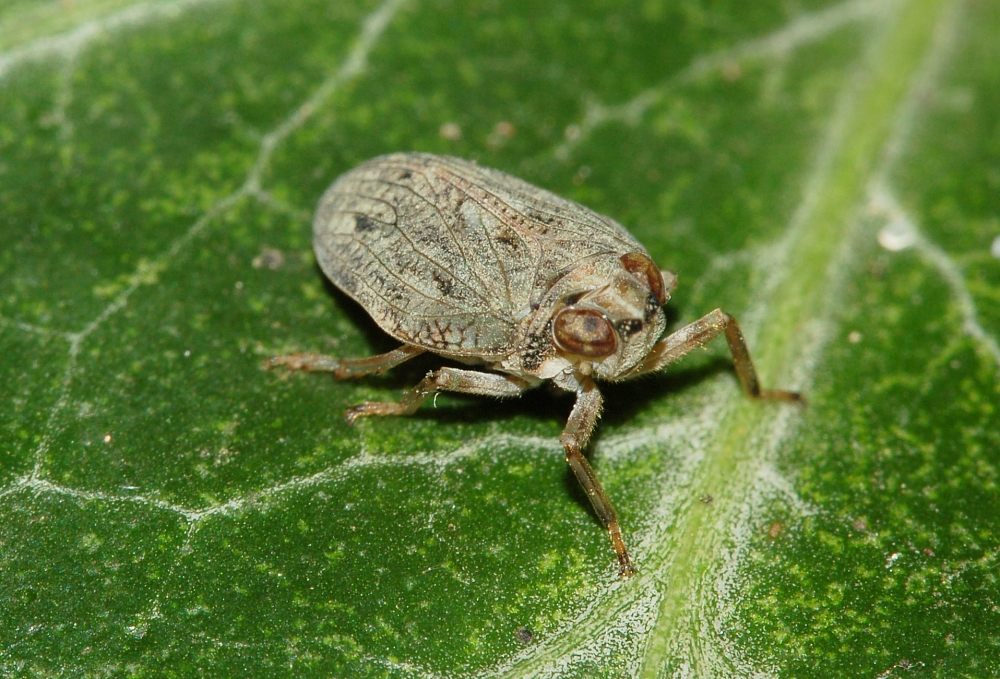
Echte Käferzikade Issus coleoptratus Käferzikaden (Issidae)

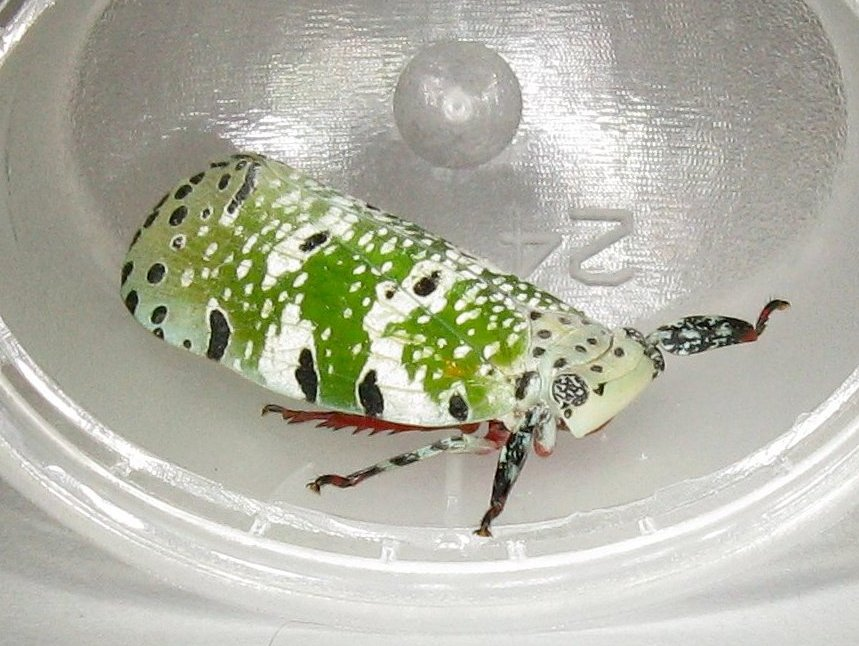
Paropioxys jucundus Schönkopfzikaden (Eurybrachyidae)

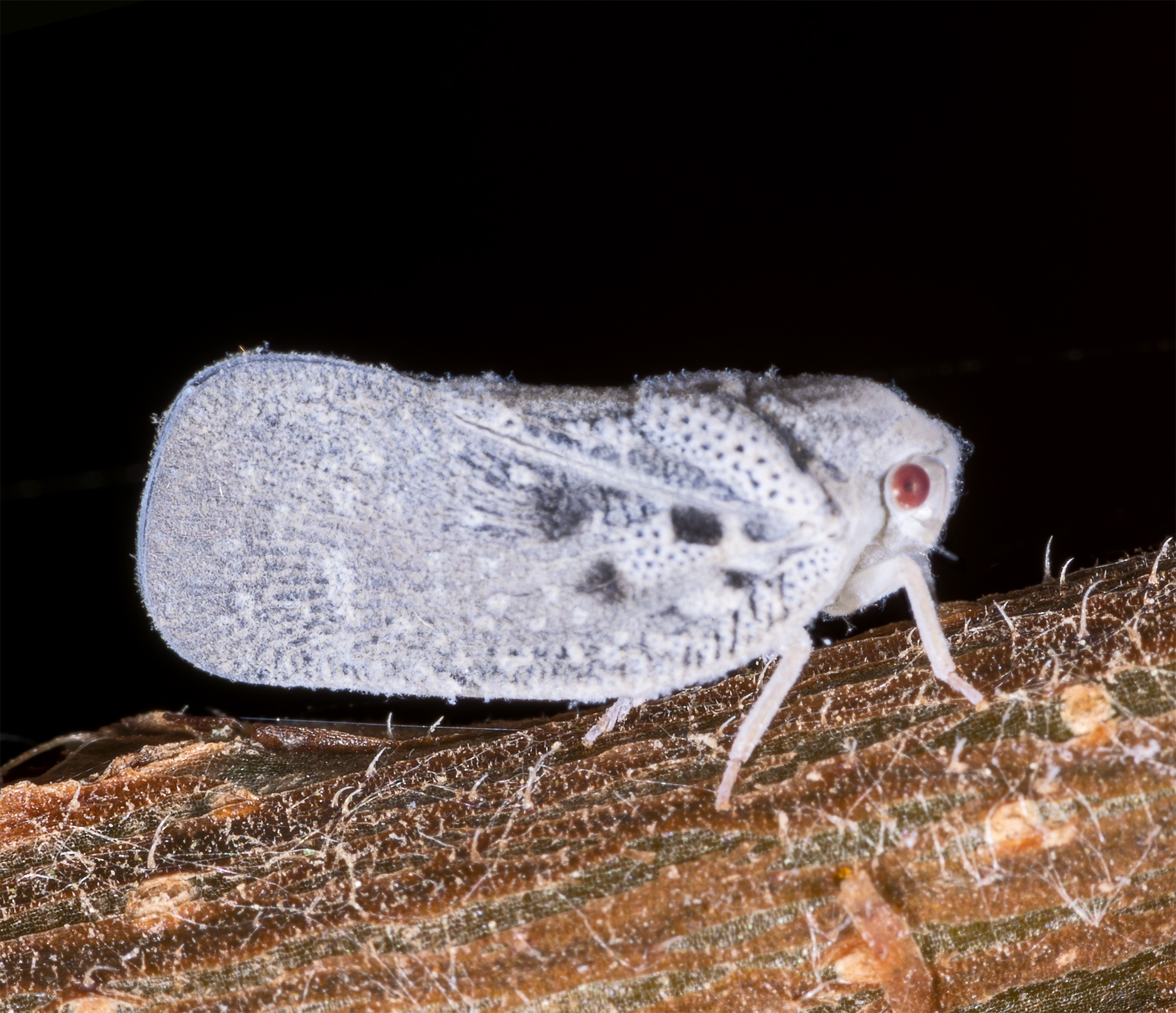
Bläulingszikade Metcalfa pruinosa, Imago Schmetterlingszikaden (Flatidae)

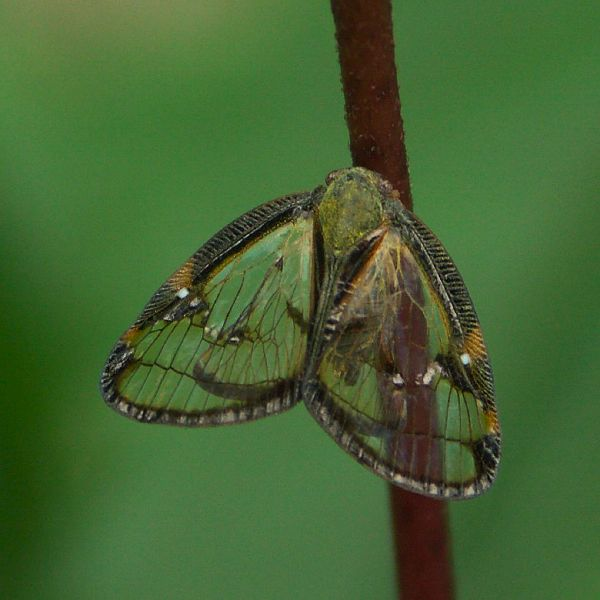
Euricania facialis Breitflügelzikaden (Ricaniidae)

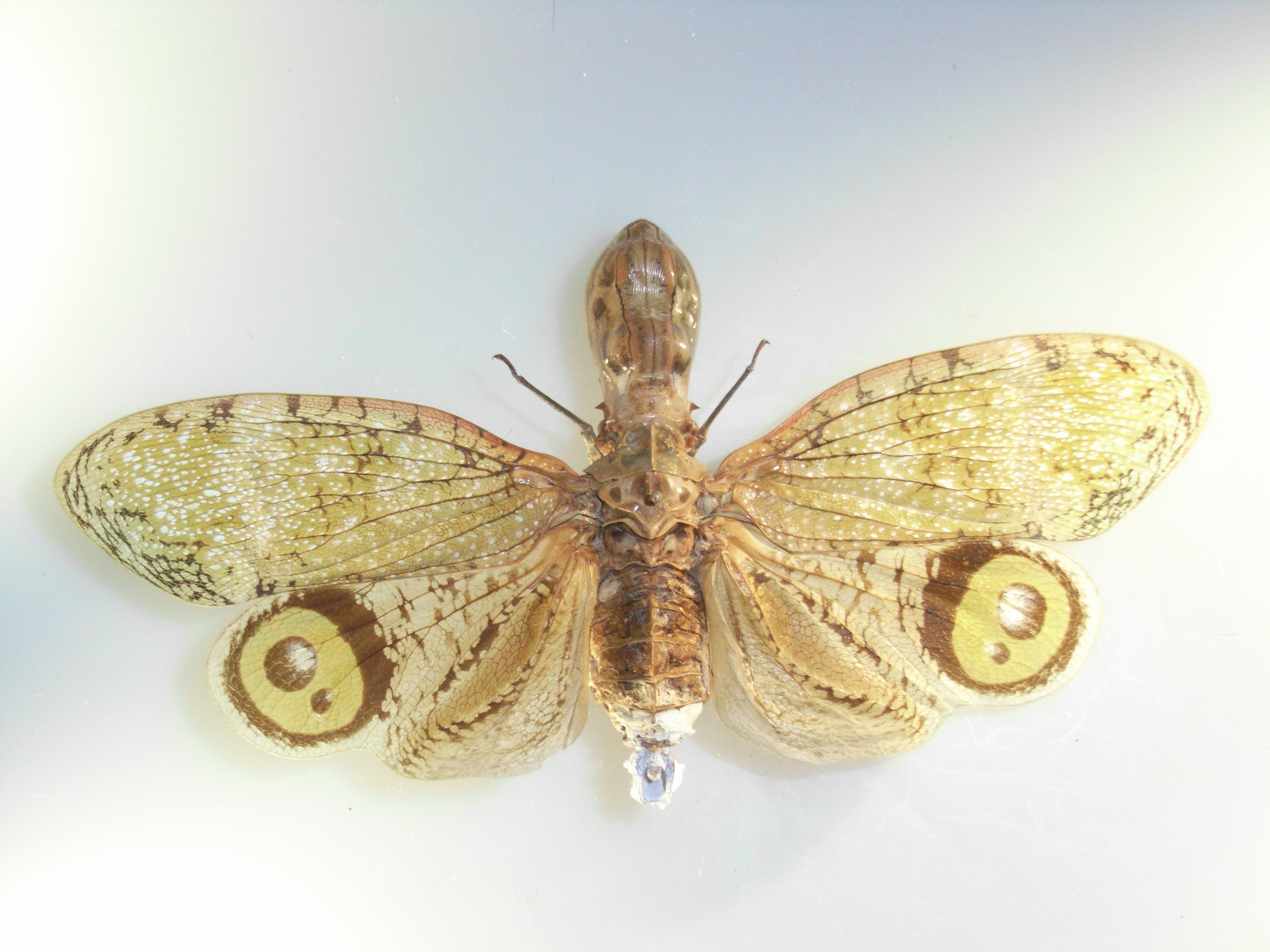
Fulgora laternaria Echte Laternenträger (Fulgoridae)

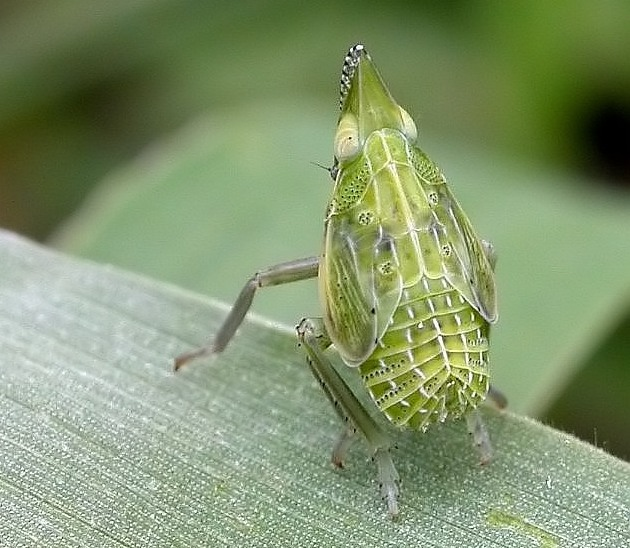
Europäischen Laternenträger Dictyophara europaea, Larve Falsche Laternenträger (Dictyopharidae)

Die Spitzkopfzikaden (Fulgoromorpha), auch Laternenträgerartige genannt, sind eine Unterordnung der Schnabelkerfe (Hemiptera). Weltweit sind mehr als 12.900 Arten beschrieben, davon 147 aus Deutschland.

## Beschreibung
Genauso wie die Rundkopfzikaden (Cicadomorpha) besitzen die meisten Spitzkopfzikaden exzellentes Sprungvermögen. Die Sprungmechanik beruht auf mächtigen, am Trochanter der Hinterbeine angreifenden Muskeln, die im Rumpf liegen. Die Muskelenergie wird genutzt, um elastisch verformbare Teile des Exoskeletts zu spannen. Bei Lösung eines Sperrmechanismus wird diese Energie dann explosionsartig freigesetzt. Anders als andere springende Insekten, deren Sprungmuskulatur in den Schenkeln liegt, besitzen sie also keine auffallend vergrößerten Hinterbeine. Anders als bei allen anderen Insekten liegen bei ihnen die Punktaugen unterhalb der Facettenaugen, dort entspringen außerdem die Antennen.
Die prominentesten Vertreter dieser Gruppe sind die in Südamerika beheimateten Laternenträgerartigen der Gattung Fulgora mit einer auffälligen Verlängerung der Stirnpartie, welche von oben wie eine Erdnuss und seitlich betrachtet wie der Kopf eines Alligators aussieht. Fulgora laternaria ist in Europa besonders durch die Zeichnungen der Maria Sibylla Merian bekannt geworden. Irrtümlich wurde angenommen, dass der hohle Kopffortsatz leuchte, daher der Name Laternenträger.

## Systematik
Die verwandtschaftlichen Beziehungen der Gruppen (Phylogenie) innerhalb der Schnabelkerfe ist noch nicht abschließend geklärt. Alle zu den Spitzkopfzikaden gezählten Arten weisen aber einige gemeinsame Merkmale auf, die sie als sogenanntes Monophylum ausweisen, das heißt, sie gehen alle auf eine nur ihnen gemeinsame Stammart zurück. Die Fulgoromorpha stehen nach neuesten Untersuchung den Wanzen (Heteroptera) näher als den Rundkopfzikaden, die man bislang für ihre Schwestergruppe hielt. Die Spitzkopfzikaden (Fulgoromorpha) und Rundkopfzikaden (Cicadomorpha) werden derzeit noch überwiegend in der Gruppe Zikaden (Auchenorrhyncha) zusammengefasst. Spitzkopfzikaden unterscheiden sich von den Rundkopfzikaden durch eine Chitinschuppe über dem Vorderflügelgelenk sowie durch das Vorhandensein einer "y-Ader" im Clavus des Vorderflügels. Näheres zur Systematik siehe Schnabelkerfe (Hemiptera).

## Familien der Fulgoromorpha
Spitzkopfzikaden kommen auf allen Kontinenten mit Ausnahme der Antarktis vor.
Derzeit sind weltweit 17 bis 21 Familien der Fulgoromorpha bekannt, die alle zur einzigen rezenten Überfamilie Fulguroidea gehören. Die Coleoscytoidea und die Surijokocixioidea sind zwei weitere Überfamilien, deren Mitglieder nur aus Fossilien bekannt sind. In Europa kommen 737 Arten in 170 Gattungen aus 13 Familien vor, davon kommen in Mitteleuropa 9 Familien mit 211 Arten in 83 Gattungen und in Deutschland 7 Familien mit 143 Arten in 64 Gattungen vor. Die Systematik der Spitzkopfzikaden ist noch nicht abgeschlossen und ist noch im Wandel begriffen.
Systematik mit deutschen Bezeichnungen der Familien nach Kunz 2011 und ausgewählten Arten:
- Überfamilie: Fulguroidea [[George Willis Kirkaldy|Kirkaldy]], 1907
  - Familie: Glasflügelzikaden (Cixiidae [[Massimiliano Spinola|Spinola]], 1839) (Weltweit einschl. Europa, Mitteleuropa & Deutschland)
    - Unterfamilie: Borystheninae [[Alexander F. Emeljanov|Emeljanov]], 1989 (Afrika & Südostasien)
    - Unterfamilie: Bothriocerinae [[Frederick A. G. Muir|Muir]], 1923 (Nordamerika & Südamerika)
    - Unterfamilie: Cixiinae Spinola, 1839 (Weltweit einschl. Europa, Mitteleuropa & Deutschland)
      - Winden-Glasflügelzikade (Hyalesthes obsoletus Signoret, 1865) (Nordafrika, Asien, Europa einschl. Mitteleuropa & Deutschland)

  - Familie: Spornzikaden (Delphacidae Leach, 1815) (Weltweit einschl. Europa, Mitteleuropa, Deutschland)
    - Unterfamilie: Asiracinae Motschulsky, 1863 (Synonym Ugyopinae) (Nordamerika, Südamerika, Australien, Europa, Mitteleuropa, Deutschland)
      - Schaufel-Spornzikade (Asiraca clavicornis (Fabricius, 1794))

    - Unterfamilie: Delphacinae Leach, 1815 (Nordamerika, Südamerika, Australien, Europa, Mitteleuropa, Deutschland)
      - Harlekin-Spornzikade (Hyledelphax elegantulus (Boheman, 1847))
      - Wanderspornzikade (Laodelphax striatellus (Fallén, 1826))

    - Unterfamilie: Kelisiinae Wagner, 1963 (Nordamerika, Südamerika, Europa, Mitteleuropa, Deutschland)
    - Unterfamilie: Plesiodelphacinae Asche, 1985 (Südamerika)
    - Unterfamilie: Stenocraninae Wagner, 1963 (Nordamerika, Südamerika, Australien, Europa, Mitteleuropa, Deutschland)
      - Gestreifte Spornzikade (Stenocranus minutus (Fabricius, 1787))

    - Unterfamilie: Vizcayinae Asche, 1990 (Südamerika)

  - Familie: Sparrenzikaden (Kinnaridae Muir, 1925) (Afrika, Asien, Nordamerika, Südamerika, Europa)
  - Familie: Walzenzikaden (Caliscelidae [[Charles Jean-Baptiste Amyot|Amyot]] & [[Jean-Guillaume Audinet-Serville|Serville]], 1843) (Weltweit einschl. Europa, Mitteleuropa, Deutschland)
    - Unterfamilie: Caliscelinae Amyot & Serville, 1843 (Weltweit einschl. Europa, Mitteleuropa)
      - Caliscelis bonellii

    - Unterfamilie: Ommatidiotinae Fieber, 1875 (Asien, Europa, Mitteleuropa, Deutschland)
      - Moorkäferzikade (Ommatidiotus dissimilis ([[Carl Fredrik Fallén|Fallén]], 1806)) (Asien, Europa, Mitteleuropa, Deutschland)

  - Familie: Ameisenzikaden (Tettigometridae Germar, 1821) (Afrika, Asien, Europa, Mitteleuropa, Deutschland)
  - Familie: Falsche Rindenzikaden (Achilixiidae Muir, 1923) (Südamerika, Südostasien)
  - Familie: Mottenzikaden (Derbidae Spinola, 1839) (Weltweit einschl. Europa)
    - Unterfamilie: Derbinae Kirkaldy, 1906 (Afrika, Nordamerika, Australien, Europa)
    - Unterfamilie: Cedusinae Emeljanov, 1992 (Nordamerika, Australien)
    - Unterfamilie: Otiocerinae Muir, 1913 (Afrika, Asien, Nordamerika, Australien)
    - Unterfamilie: Zoraidinae Muir, 1913 (Möglicherweise Teil der Otiocerinae) (Asien)

  - Familie: Netzzikaden (Acanaloniidae Amyot & Serville, 1843) (Indonesien, südliches Nordamerika bis zentrales Südamerika)
    - Unterfamilie: Acanaloniidae Amyot & Serville, 1843 (südliches Nordamerika, Indonesien)
    - Unterfamilie: Tonginae Kirkaldy, 1907 (Zuordnung unklar) (Asien, Australien)
    - Unterfamilie: Trienopinae Fennah, 1954

  - Familie: Käferzikaden (Issidae Spinola, 1839) (Weltweit einschl. Europa, Mitteleuropa & Deutschland)
    - Unterfamilie: Issinae Spinola, 1839 (Australien, Europa, Mitteleuropa, Deutschland)
      - Echte Käferzikade (Issus coleoptratus ([[Johann Christian Fabricius|Fabricius]], 1781)) (Europa, Mitteleuropa, Deutschland)

    - Unterfamilie: Hemisphaeriinae Melichar, 1906 (Asien)
    - Unterfamilie: Bladininae Kirkaldy, 1907 (Zuordnung unklar) (Australien)

  - Familie: Lophopidae [[Carl Stål|Stål]], 1866 (Afrika, Asien, Mittelamerika, Südamerika, Australien) 
    - Unterfamilie: Lophopinae Stål, 1866
    - Unterfamilie: Menoscinae Melichar, 1915

  - Familie: Schönkopfzikaden (Eurybrachidae Stål, 1866) (Afrika, Südostasien, Australien)
    - Unterfamilie: Platybrachinae Metcalf, 1952 (Australien)

  - Familie: Gengidae [[Ronald Gordon Fennah|Fennah]], 1949 (Status unklar) (Südafrika)
  - Familie: Schmetterlingszikaden (Flatidae Spinola, 1839) (Weltweit einschl. Europa, Mitteleuropa)
    - Unterfamilie: Flatinae Melichar, 1901 (Nordamerika, Afrika, Asien, Australien, Europa, Mitteleuropa)
      - Bläulingszikade (Metcalfa pruinosa (Say, 1830)) (Nordamerika, Europa, Mitteleuropa)
      - Phromnia rosea (Melichar, 1901) (Madagaskar)

    - Unterfamilie: Flatoidinae Melichar, 1910 (Nordamerika, Australien)

  - Familie: Hypochthonellidae China & Fennah, 1952 (Status unklar) (Afrika)
  - Familie: Breitflügelzikaden (Ricaniidae Amyot & Serville, 1843)  (Weltweit einschl. Europa)
  - Familie: Echte Rindenzikaden (Achilidae Stål, 1866) (Nordamerika, Australien, Europa, Mitteleuropa, Deutschland)
    - Unterfamilie: Achilinae Stål, 1866 (Australien, Europa, Mitteleuropa, Deutschland)
      - Gattung Synecdoche O’Brien, 1971  (Nordamerika, Südamerika)

  - Familie: Strauchzikaden (Nogodinidae Melichar, 1898) (Afrika, Asien, Australien, Nordamerika, Südamerika)
    - Unterfamilie: Gastriniinae Fennah, 1987 (Südamerika)
    - Unterfamilie: Nogodininae Melichar, 1898 (Afrika, Asien, Australien, Nordamerika, Südamerika)

  - Familie: Mückenzikaden (Tropiduchidae Stål, 1866) (Weltweit einschl. Europa, Mitteleuropa)
    - Unterfamilie: Elicinae Melichar, 1815
    - Unterfamilie: Tropiduchinae Kirkaldy, 1907 (Australien, Europa, Mitteleuropa)
    - Unterfamilie: Tambiniinae Kirkaldy, 1907 (Australien, Nordamerika)

  - Familie: Graszikaden (Meenoplidae Fieber, 1872) (Afrika, Asien, Südamerika, Australien, Europa)
    - Unterfamilie: Kermesiinae Kirkaldy, 1906 (Synonym Nisiinae) (Australien, Europa)
    - Unterfamilie: Meenoplinae Fieber, 1872 (Europa)

  - Familie: Echte Laternenträger (Fulgoridae Latreille, 1807) (Afrika, Asien, Australien, Nordamerika, Südamerika)
    - Unterfamilie: Amyclinae Metcalf, 1938 (Nordamerika, Australien)
    - Unterfamilie: Aphaeninae Blanchard, 1847 (Australien)
    - Unterfamilie: Aluntiinae Emeljanov, 1979 (Madagaskar, Asien)
    - Unterfamilie: Capeninae Emeljanov, 1979 (Afrika)
    - Unterfamilie: Enchophorinae Haupt, 1929
    - Unterfamilie: Dichopterinae Melichar, 1912 (Asien)
    - Unterfamilie: Dorysarthrinae Emeljanov, 1979 (Nordafrika, Asien)
    - Unterfamilie: Fulgorinae Spinola, 1839
      - Fulgora laternaria (Linnaeus, 1758) (Südamerika)
      - Pyrops candelaria (Linnaeus, 1758) (Asien)

    - Unterfamilie: Lyncidinae Schmidt, 1915 (Afrika)
    - Unterfamilie: Phenacinae Haupt, 1929
    - Unterfamilie: Poiocerinae Haupt, 1929 (Nordamerika, Australien)
    - Unterfamilie: Strongylodematinae Emeljanov, 1979 (Afrika)
    - Unterfamilie: Xosopharinae Lallemand, 1959
    - Unterfamilie: Zanninae Lallemand, 1963 (Möglicherweise eigene Familie)

  - Familie: Falsche Laternenträger (Dictyopharidae Spinola, 1839) (Weltweit einschl. Europa, Mitteleuropa & Deutschland)
    - Unterfamilie: Dictyopharinae Spinola, 1839 (Weltweit einschl. Europa, Mitteleuropa & Deutschland)
      - Europäischer Laternenträger (Dictyophara europaea (Linnaeus, 1767)) (Nordafrika, Asien, Europa, Mitteleuropa, Deutschland) (einzige Art dieser Familie in Deutschland)

    - Unterfamilie: Orgeriinae Fieber, 1872 (Afrika, Nordamerika, Asien, Australien, Europa)